# Jabbeekse Beek
El Jabbeekse Beek és un afluent del canal Bruges-Oostende que neix a Zedelgem i que desemboca al canal Bruges-Oostende a Jabbeke a la província de Flandes Occidental a Bèlgica.

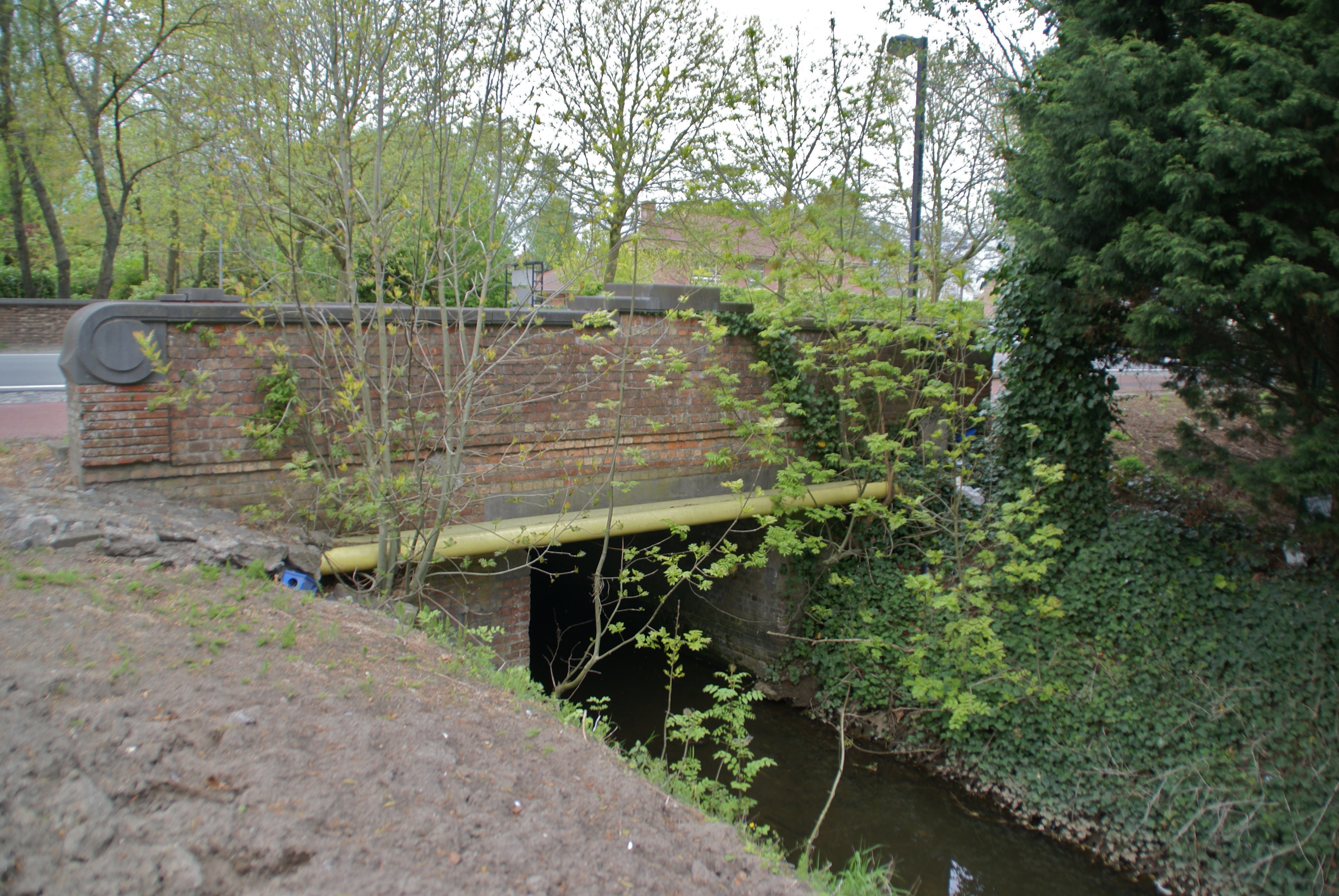
Pont de la carretera Gistelse Steenweg al Jabbeekse Beek

Al darrere tram, uns 1,4 km abans la desembocadura al canal Bruges-Oostende, el Jabbeekse Beek va ser canalitzat i el seu nivell és uns 2,5 m superior als pòlders que l'envolten.
La conca del Jabbeekse Beek sofreix d'un gran risc d'inundació quan plou molt, ja que ha de recollir molta aigua en poc temps i massa terra va ser impermeabilitzada per la urbanització de les ribes. Hi ha un projecte per a restaurar la part superior i de recrear estanys naturals per rebre les aigües altes i fomentar la infiltració cap al mantell freàtic en lloc d'una evacuació ràpida.

## Afluents
- Zerkegemse Beek
- Legewegbeek
- Zandstraatbeek
- Kastanjebeek
- Walebeek
- Snellegembeek